# Пирочанац, Милан
Ми́лан Пироча́нац (серб. Милан Пироћанац; 7 января 1837, Ягодина — 1 марта 1897, Белград) — сербский судья и политик.

## Биография
Милан Пирочанац родился 7 января 1837 года в Ягодине, изучал юриспруденцию в Париже.
В 1873 году был избран в скупщину Сербии, в 1874 году был недолго министром юстиции, потом издавал с Милутином Гарашаниным газету «Видело». Был одним из важнейших основателей и вождей партии напредняков. В 1880 году, после падения Ристича, Пирочанац сформировал свой кабинет министров.
В иностранной политике он стремился сблизиться с Австрией и привел к охлаждению отношений между Сербией и Россией; во внутренней отличался искусной фальсификацией выборов, полицейским гнетом и повышением податей.
Член Сербской радикальной партии, кандидат юридических наук Деян Мирович характеризует Пирочанаца, как одного из лидеров сербской русофобской элиты.
В 1883 году его правление довело до Зайчарского бунта, для усмирения которого понадобился человек еще более энергичный, чем Пирочанац, и последний вышел в отставку. С тех пор он не играл заметной политической роли.
Милан Пирочанац умер в городе Белграде 1 марта 1897 года.